# Kameralamt Ludwigsburg
Das Kameralamt Ludwigsburg war eine Einrichtung des Königreichs Württemberg, die im Amtsbezirk Besitz und Einkommen des Staates verwaltete. Es bestand von 1806 bis 1922 in Ludwigsburg. Das Kameralamt wurde im Rahmen der Neuordnung der Staatsfinanzverwaltung im Königreich Württemberg geschaffen.

## Geschichte
Gemäß Verordnung vom 7. Juli 1807 wurde die Patrimonialherrschaft von Kniestädt in Heutingsheim dem Kameralamt Ludwigsburg zugeteilt.
Laut Verordnung vom 6. Juni 1819 hat das Kameralamt Ludwigsburg vom Kameralamt Markgröningen die Orte Markgröningen, Bissingen, Dorf und Festung Asperg sowie die Hoheitsgefälle im ganzen Hof-Kameralbezirk Stammheim übernommen.
Durch Verfügung vom 22. März 1837 hat das Kameralamt Ludwigsburg vom Kameralamt Marbach die Orte Beihingen, Benningen, Geisingen und Poppenweiler übernommen, so dass danach das Kameralamt Ludwigsburg den Oberamtsbezirk Ludwigsburg vollständig umfasste.
Schließlich wurde durch Verfügung vom 18. Januar 1870 das Nebenzollamt I. Klasse in Ludwigsburg am 1. Februar 1870 mit dem Kameralamt Ludwigsburg vereinigt, welches unter der Bezeichnung Kameral- und Hauptsteueramt zugleich die Befugnisse der Zollstelle auszuüben hatte.